# RCA Records Nashville
RCA Records Nashville é um selo da gravadora Sony Music Nashville.